# Hargitrema bagre
Hargitrema bagre är en plattmaskart. Hargitrema bagre ingår i släktet Hargitrema och familjen Dactylogyridae. Inga underarter finns listade i Catalogue of Life.